# Emma Cecilia Thursby

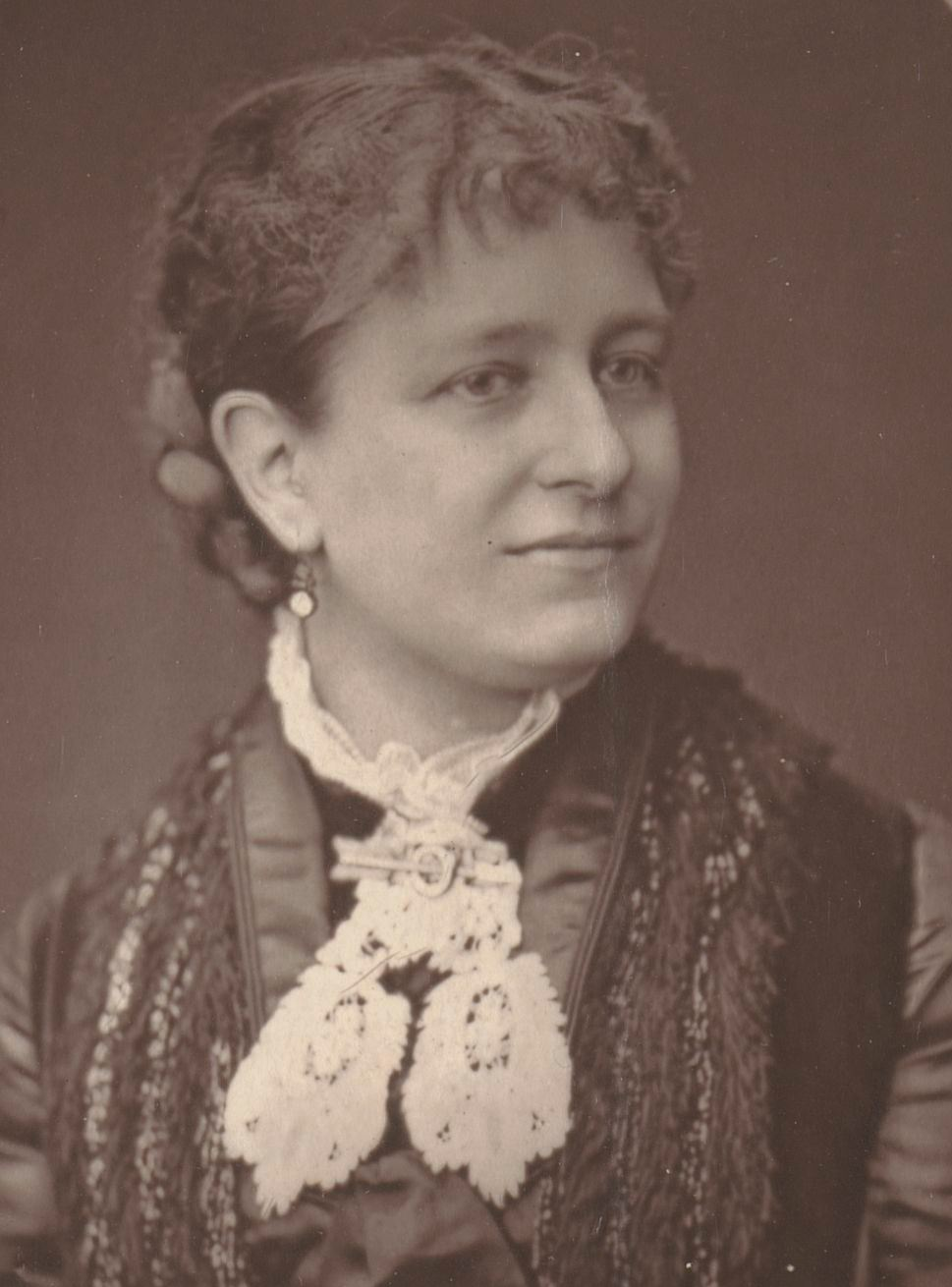
Emma Cecilia Thursby

Emma Cecilia Thursby (* 21. Februar 1845 in Williamsburg (Brooklyn), New York City; † 4. Juli 1931 in New York City) war eine US-amerikanische Konzertsängerin (Sopran) und Hochschullehrerin. Sie war in den 1870er und 1880er Jahren sowohl in den USA als auch in Europa als Konzertsopranistin bekannt.

## Leben und Werk
Thursby wurde als zweites von fünf Kindern des Seilherstellers John Barnes Thursby und Jane Ann (Bennett) Thursby geboren und  wuchs in Williamsburg auf. Sie begann mit 5 Jahren in der Old Bushwick Reformed Winter Church zu singen.  1857 begann ihre musikalische Ausbildung am Bethlehem Female Seminary (heute Moravian College), die vorläufig 1859 mit dem Tod ihres Vaters endete, da sie aufgrund der finanziellen Schwierigkeiten der Familie den privaten Musikunterricht aufgeben musste. Von 1868 bis 1871 trat sie als Solistin in der Plymouth Church in Brooklyn auf und finanzierte damit ihre Familie. Sie setzte ihr eigenes Gesangsstudium bei einer Reihe von Lehrern fort und sang häufig in Kirchenchören in Brooklyn und Boston. 1872 reiste sie nach Italien, um bei Francesco Lamperti und Antonio Sangiovanni Gesang zu studieren.
Mit der Aufführung in der Patrick Gilmores 22. Regiment Band an der Academy of Music (Philadelphia) begann 1874 ihr Aufstieg zu nationaler und internationaler Anerkennung und sie machte mit Gilmore eine Konzerttour durch mehrere Städte. 1875 begann sie bei der Opernsopranistin Hermine Küchenmeister-Rudersdorf zu studieren und trat in einem gemeinsamen Konzert mit Hans von Bülow in der New Yorker Chickering Hall auf.  Sie tourte durch Kalifornien, trat 1976 mit Mark Twain auf dem Redpath Lyceum Circuit auf und sang auf der Centennial Exposition in Philadelphia. 1877 unterzeichnete einen Vertrag über 100.000 US-Dollar mit Maurice Strakosch, um eine Konzertreise durch die USA und Kanada zu unternehmen, und gab im Mai 1878 ihr Londoner Debüt.  Von 1879 bis 1880 unternahm sie eine Deutschlandtournee und 1881 wurde sie in Frankreich als erste Amerikanerin mit der Medaille der Société des Concerts des Pariser Konservatoriums ausgezeichnet. 1893 wurde sie eingeladen als Mitglied des „Advisory Council on a World's Congress of Representative Women“ auf der World’s Columbian Exposition in Chicago teilzunehmen und traf dort den Hindu-Mönch Swami Vivekananda, dessen Lehren sie zu folgen begann.
Nach 1884 trat sie selten auf und ihre letzte große Aufführung fand im Dezember 1895 in Chicago statt. Danach unterrichtete sie von 1905 bis 1911 als Professorin für Musik am Institut für Musikkunst (heute Juilliard School) in New York City, wo die amerikanische Sopranistin Geraldine Farrar zu ihren Schülerinnen gehörte.
Später reiste sie viel und förderte die Vorträge von Swami Vivekananda. Sie starb 1931 in ihrem Haus im Gramercy Park in New York City. Die New York Historical Society bewahrt ihren schriftlichen Nachlass.

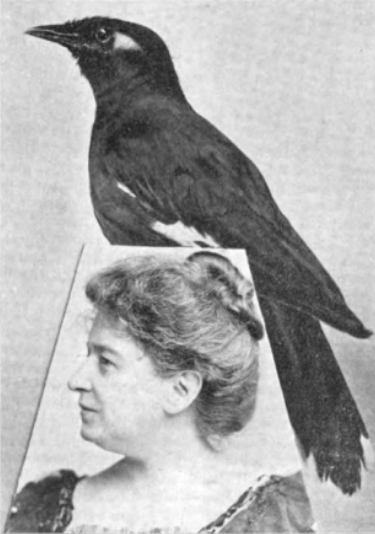
Die Sängerin Thursby und ihr talentierter Vogel

### Thursby und ihr talentierter Vogel
Thursby besaß einen Myna, der zur Familie der Stare gehört und als sprachbegabt gilt. Sie wurde auch durch diesen Vogel bekannt, der angeblich in Englisch, Französisch, Deutsch, Malaisch und Chinesisch sang. Sie soll diesem Vogel das Klavierspielen beigebracht haben, was der amerikanische Skeptiker paranormaler Phänomene Joseph Rinn bestätigte. 1899 wurde an dem verstorbenen Vogel von dem Arzt Henry Holbrook Curtis und dem Tierarzt Frank H. Miller eine Autopsie durchgeführt, die ein ungewöhnlich großes Gehirn offenbarte, das wahrscheinlich die besonderen Fähigkeiten des Vogels erklärte.

## Auszeichnungen
- 1979: Auszeichnung von der Association des Artistes Musiciens
- 1881:  Medaille der Société des Concerts des Pariser Konservatoriums